# Найт, Боб
Роберт Монтгомери «Бобби» Найт (англ. Robert Montgomery "Bobby" Knight; 25 октября 1940, Массильон, Огайо — 1 ноября 2023, Блумингтон, Индиана) — американский баскетбольный тренер, наиболее известный как главный тренер «Индиана Хузерс», тренером которого был в 1971—2000 годах; также тренировал «Арми Блэк Найтс» в 1965—1971 годах и «Техас Тех Ред Рейдерс» в 2001—2008 годах. За свою карьеру выиграл 902 баскетбольных матча первого дивизиона NCAA — рекорд на момент завершения его карьеры и 12-й показатель в настоящее время. Известен под прозвищем «Генерал».
Находясь в Индиане, Найт привёл команду к трём титулам NCAA, одному — в Национальном пригласительном турнире (NIT) и 11 — в конференции Big Ten. В сезоне 1975/76 «Хузерс» не проиграли ни одного матча в регулярном сезоне и выиграла турнир NCAA. Команда «Индианы» 1976 года — последняя мужская баскетбольная команда колледжа, которая не проигрывала на протяжении всего сезон. Найт четыре раза получал награду «Национального тренера года» и восемь раз — «Тренер года Big Ten». В 1984 году он тренировал мужскую олимпийскую сборную США, с которой завоевал золотую медаль, став одним из трех баскетбольных тренеров, которому удалось взять титулы NCAA, NIT и олимпийскую золотую медаль.
Найт был одним из самых успешных и новаторских тренеров по баскетболу в колледже, популяризировав нападение на движение. Его также хвалили за выполнение хороших программ (ни одна из его команд никогда не подвергалась санкциям со стороны NCAA за набор нарушений), и почти все его игроки закончили обучение. Найт вызвал споры своим откровенным характером и демонстративным поведением. Однажды он, как известно, бросил стул через площадку во время игры, за что был уволен. Найт был однажды арестован в Пуэрто-Рико после физического столкновения с полицейским. Найт регулярно проявлял изменчивый характер и иногда находился в словесных конфликтах с представителями прессы. Он также был записан на видеокассету, как будто он, возможно, схватил одного из своих игроков за шею. Найт остается «объектом почти фанатичной преданности» многих своих бывших игроков и фанатов Индианы. Тем не менее, Найта обвинили в том, что он душил игрока во время тренировки. После инцидента специально в отношении тренера Найта была введена политика «нулевой терпимости». После последующей стычки со студентом, президент университета Майлс Бранд уволил Найта осенью 2000 года.
В 2008 году Найт присоединился к ESPN в качестве аналитика баскетбола колледжей во время недели чемпионата и для освещения турнира NCAA. Он продолжал освещать студенческий баскетбол для ESPN в сезоне 2014/15.
Умер 1 ноября 2023 года в Блумингтоне, штат Индиана в возрасте 83 лет.